# Lozovà
Lozovà (en ucraïnès Лозова, en rus Лозовая) és una ciutat de la província de Khàrkiv, Ucraïna. El 2021 tenia 54.026 habitants. És la segona ciutat més gran de la província de Khàrkiv.